# Форро
Форро́ (порт. forró, бразильское произношение: [fo'ʁɔ])— бразильский народный и социальный парный танец. Не так давно термин «forró» стал применяться для обозначения музыкального жанра. Форро — наиболее популярный жанр на северо-востоке Бразилии, в особенности, в городе Форталеза. Танец обретал свою форму во время народных праздников форро, которые проводились в летние дни католических святых, в частности в день Ивана Купала.
Традиционный танец форро, известный как форро пэ-де-серра (forró pé-de-serra), исполнялся в сопровождении трёх инструментов: простейшего аккордеона с 8 басами, называемого в Бразилии санфоной (sanfona), барабана (zabumba) и треугольника. К настоящему времени состав инструментов значительно расширился.
Родоначальником современного форро является бразильский аккордеонист, композитор и певец Луис Гонзага (Luiz Gonzaga do Nascimento, 1912—1989), «Король Баиона» (Rei do Baião).
С 50-х годов XX века при миграции населения северо-востока на юго-запад и на строительство новой столицы Бразилиа, форро распространился по всей Бразилии.
В конце 90-х годов XX века возникла новая разновидность — университетский форро (Forró universitário). В начале XXI века появилась ещё одна разновидность — электронный форро (forró eletrônico) — развившаяся из варианта конца 90-х годов XX века и явившая собой результат смешения с другими жанрами, например, с калипсо (Calypso) и аше́ (Axé).
В настоящее время благодаря бразильцам, проживающим за рубежом, наблюдается новый всплеск моды на танец форро за пределами Бразилии — в Европе .

## Этимология

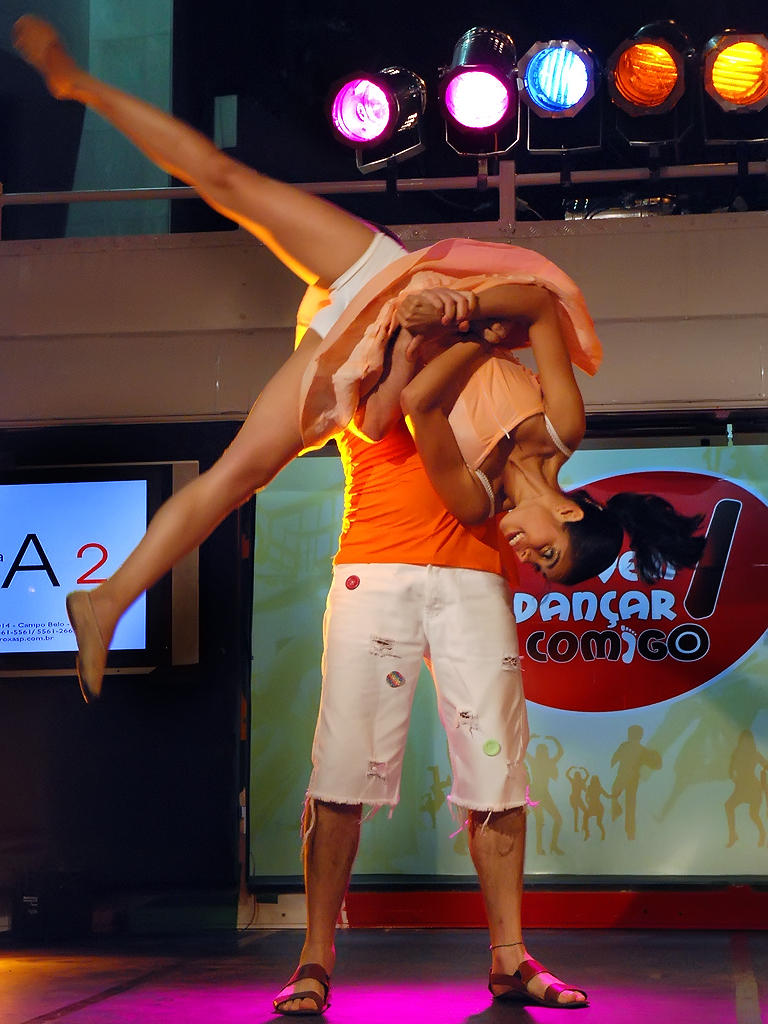
Форро

По одной из версий forró происходит от слова forrobodó, означающего большую шумную вечеринку или «шум, гам, возбуждение». Такая точка зрения выдвинута бразильским фольклористом Ка́мара Кашкуду (Câmara Cascudo), изучавшего северо-восточную Бразилию почти всю свою жизнь. Возможно, что это значение исходит от французского понятия fauxbourdon, использовавшегося при Португальском дворе для обозначения скучных вечеринок.
Согласно другой версии слово forró происходит от английского выражения «for all» (для всех — англ.). Английские инженеры при строительстве Великой западной железной дороги (Great Western Railroad) устраивали танцы по выходным как для своего персонала, так и для населения в общем («for all»). Эта теория подтверждается схожей практикой персонала Военно-воздушных сил Армии США, располагавшегося на авиабазе Натал во время Второй Мировой войны. Многие из опрошенных бразильцев поддерживают эту теорию.
Также существует третья версия: слово произошло от числа локомотивов, которые использовали английские инженеры, утрамбовывая рельсы железной дороги, «40» или «Four-oh», упрощённое бразильцами до «forró».
В настоящее время в Бразилии понятие «forró» имеет несколько значений: народный праздник на северо-востоке Бразилии, танец, музыкальный жанр, место для танцев форро, шумная вечеринка.

## Основные темы текстов песен форро
Наиболее старые песни forró рассказывают о трудовых буднях и бытовой жизни.
Вслед за ними появились полные романтики и страсти песни о любви, надеждах, мечтах, воспоминаниях прошлого и тоске по дому.

## Стили форро
Танец форро исполнялся в сопровождении различных региональных бразильских народных танцевальных ритмов: Xote, Xamego, Baião, Xaxado, и др. В итоге эти ритмы сформировали музыкальный жанр форро, который произошёл от одноимённого танца.
Автор серии книг о бразильских бальных танцах Марку Антониу Перна (Marco Antonio Perna) писал: «Форро является общим термином для обозначения различных ритмов северо-востока Бразилии: байона (baião), шоте (xote), шашаду (xaxado). Несмотря на то, что многие десятилетия мигранты с северо-востока танцевали форро на территории всей страны, форро вошёл в моду в 1997 году, соединив в себе все танцы и ритмы северо-востока Бразилии. Кроме этого форро вобрал в себя движения других бальных танцев (danças de salão) Рио-де-Жанейро. В то время именно благодаря форро у молодёжи проявился интерес к бальному танцу».
Существует три основных ритма форро: шоте (xote — как правило, медленный ритм), байон (baião), аррашта-пэ (arrasta-pé — наиболее быстрый из трёх), и, помимо этого, много танцевальных стилей, которые меняются в зависимости от местности и могут быть известны под разными названиями в разных местах. Форро танцуют парами, обычно партнёры держатся близко друг к другу. Левой рукой мужчина держит правую руку женщины как в вальсе, правую руку — на её спине. Левая рука женщины — вокруг шеи мужчины; в этом стиле правая нога мужчины находится между ног женщины, следуя африканской традиции закрытых бёдер. Другие стили исполняются немного порознь или на расстоянии приличия, держась только руками. Влияние сальсы и других карибских танцев придало forró динамичности различными поворотами и вращениями партнёров, хотя это и не всегда возможно на многолюдных танцплощадках (forrós).
Наиболее популярные стили forró в Бразилии:

### Шочи (Xote)
- Базовый стиль, исполняется в закрытой позиции, шаги небольшие, без динамичных вращений и поворотов;
- forró-love: походит на шоте, но испытал сильное влияние танца зук (zouk);
- universitário: наиболее популярный стиль за пределами северо-востока Бразилии, похож на шоте, но обладает более выраженной динамикой. Содержит множество вариаций движений;
- miudinho: мужчина танцует с немного наклонённой левой стороной, его левая рука вокруг талии женщины, а её обе руки вокруг его шеи. Исполняется на одном месте (динамика создаётся вращениями), имеет множество стилизованных движений;
- puladinho/manquinho: правая нога партнёра неподвижна, а его левая нога отбивает ритм, при этом левая нога партнёрши неподвижна, и её правая нога отбивает ритм (партнёры могут менять позиции);
- merenguinho: партнёры двигаются параллельно, используя движения, похожие на танец меренге;
- cavalguinho: очень похож на puladinho, но ноги партнёров двигаются в разном темпе, как бы имитируя верховую езду.

Бразильский танец шочи произошёл от экосеза (escocesa: xote < xótis < chótis < Schottisch), и уже в виде контрданса повлиял на становление танца форро.

### Baião/pé-de-serra
В основе лежит стиль шоте, но партнёры ходят из стороны в сторону и меньше перемещаются по площадке за счёт маленьких шагов, чтобы успевать за более быстрой музыкой;
- cacau: происходит из штата Параиба, где партнёры танцуют немного поодаль друг от друга с очень быстрыми движениями ног;
- amassa-cacau: вариант cacau из штата Сеара, партнёры держатся на расстоянии друг от друга, поскольку танец основан на активных движениях бёдер и ногами, которые имитируют взбирающегося на дерево какао человека;
- valsado: исполняется в тесном контакте, состоит из перемещения вдоль сторон, скрещивая ноги друг перед другом;
- valsadão: исполняется как valsado, но немного на расстоянии друг от друга. Вместе с universitário, это наиболее разнообразный по движениям и вариациям стиль;
- forrófieira: новейший стиль, возникший при заимствовании традиционным forró танцевальных движений из самбы де гафиейра, и ставший довольно популярным в Рио-де-Жанейро и некоторых областях северо-востока Бразилии.

### Arrasta-pé
Во многом внешне похож на очень быстрый шоте, но акцент танца выполняется обеими ногами по очереди. Рисунок отличается от шоте или байан, что обуславливает особенности исполнения танца.
Miudinho и puladinho могут исполняться и под музыку baião, и даже под arrasta-pé, но в последнем случае движения ногами настолько интенсивны, что это тяжело и неестественно. Некоторые также включают brega/calypso в категорию форро, так как этот танец подвергался сильному воздействию со стороны форро на протяжении десятилетий, но он исполняется в своём собственном ритме, а не в сопровождении музыки стиля калипсо.

## Известные исполнители
Отцом форро считается бразильский аккордеонист, композитор и певец Луис Гонзага (1912—1989), который внёс огромный вклад в создание, развитие и распространение форро в Бразилии.
А также такие исполнители как: Джексон ду Пандейру  (1919—1982), Марине́с (порт. Marinês, 1935—2007), местре Зинью (Mestre Zinho, 1943—2010) (порт.)., Домингиньюс  (порт. Dominguinhos, 1941—2013), Роберту Леал (порт. Roberto Leal, 1951—2019).
Forró музыканты: Жералду Азеведу , Асиоли Нету, Trio Nordestino («трио с Северо-Востока»), Banda Magníficos (группа «Великолепные»), Calcinha Preta («Черные трусики»), Mastruz com Leite («Кресс-салат с молоком»), Элиани, Limão com Mel («Лимон с медом»), Сивука  (сокращенная форма имени певца — Северину), Петрусиу Амори́н, Сантанна, Жералдинью Линс (порт. Geraldinho Lins), и Флавиу Жозе́ . Как и новые исполнители: Силве́риу Пессо́а, Aviões do Forró («Самолеты форро»), Garota Safada («Бесстыдная девчонка»), Cavaleiros do Forró  («Рыцари форро»), Saia Rodada («Юбка с каймой»), Forrosteiros (российская группа форро из Москвы), Forró Pé de Serra (порт.).; музыканты: Trio Forrozão, Trio Juriti, Жасинту Силва, Arlindo dos 8 Baixos («Арлинду с 8 басами»: получил такое прозвище в связи с тем, что с 10 лет стал играть на аккордеоне (порт. sanfona) с 8 басами), Висенте (Висенти) Нери (порт. Vicente Nery), Жоржи де Алтинью, Арлену Фари́ас (порт.)., Нанду Кордел, Алдема́риу Коэлью (порт. Aldemário Coelho), Делмиру Баррус (порт.). и прочие.
Документальный фильм 2008 года «Ради любви к форро» (порт. «Por Amor ao Forró») рассказывает о некоторых новых исполнителях форро и содержит видеозаписи с фрагментами их выступлений на фестивалях форро.

## Национальный день форро
6 сентября 2005 года президент Бразилии Луис Инасиу Лула да Силва утвердил закон о Национальном дне форро (Dia Nacional de Forró). Праздник отмечается 13 декабря и приурочен ко дню рождения отца форро — бразильского музыканта и композитора Луиса Гонзага.